# Nicolau de França

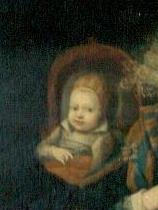
N... de França

N... de França —dit "Nicolau" per certs historiadors, de manera errònia, vegeu més endavant— (16 d'abril de 1607 - 17 de novembre de 1611) fou el segon fill d'Enric IV de França i de Maria de Mèdici, morí ben jove d'una crisi d'epilèpsia.

## Un príncep sense nom
La tradició determinava ja al començament del segle xvii que el segon fill del rei rebés l'Orleanès (ducat d'Orleans) en herència, i el tercer fill l'Anjou; tanmateix la cosa no es va fer naturalment amb els fills d'Enric IV, segons se sap mercès a François de Malherbe.
Aquest últim indica que del «senyor d'Orleans es va tenir cura de no ser altra cosa que "Senyor d'Orleans" (Monsieur") sense altre afegit, perquè el rei havia dit tan aviat com va néixer que no volia que tingués més de 10.000 lliures de renda en fons de terra i que, si servia bé al seu germà, li donaria pensions. Tanmateix ahir al matí, diu que veia bé que aquest nom de Senyor d'Orleans doncs era ja tant publicat fora i dins del regne, pels despatxos que havien estat fets, que ja no hi calia suprimir-lo; per bé que serà Senyor d'Orleans, però de manera titular i no altrament»
Aquest ús és ben còmode, ja que permet designar precisament els fills, sobretot mentre no haguessin rebut el bateig sencer però ja han estat onejats, ja que era freqüent que s'esperés fins al bateig complet per donar-los un nom. Tal fou el cas del duc d'Orleans, segon fill de la parella reial. no havia rebut encara el bateig complet, per tant cap nom no li ha estat donat. Diversos biògrafs han avançat, copiant-se probablement uns sobre els altres, aquest error, donant el nom de Nicolau. Lluïsa de Bourgeois, llevadora de la reina Maria de Mèdici, afirma que el duc «no ha tingut mai nom».

## Un nen feble
Segons Louis Batiffol, biògraf de Maria de Mèdici, que es recolza en els relats de l'època, el nen era escanyolit, feble, «dotat d'un cap enorme sobre un cos d'esquelet (...) es va arrossegar, constantment sofrint». A la seva mort el 1611, «se li va obrir el crani, tenia el cervell omplert de catarros i molt fet malbé, ple d'aigua negra i el cerebel que s'esmicolava als dits manejant-lo».